# ホワイトマン空軍基地
ホワイトマン空軍基地（ホワイトマンくうぐんきち、英: Whiteman Air Force Base）は、ミズーリ州のノブ・ノスターに位置するアメリカ空軍の基地である。B-2Aステルス戦略爆撃機を運用する第509爆撃航空団が所在している。

## 概要
1942年初頭、アメリカ陸軍航空隊はセダリア飛行場を国内8か所のグライダー専用訓練飛行場の一つに選定し、同年5月から大規模な飛行場改修工事が行われ、8月6日にセダリア陸軍飛行場として公式に開設された。
第二次世界大戦後、1947年12月にセダリア陸軍飛行場は活動休止状態に置かれることとなり、アメリカ空軍独立後の1948年6月にセダリア空軍補助飛行場へ改称された。
1951年8月に戦略航空軍団が、新編する爆撃航空団の基地に選定し、1952年10月20日にセダリア空軍基地へ改称され、基地の管理部隊が第4224航空基地飛行隊から第340爆撃航空団に変わった。第340爆撃航空団は1954年3月にB-47E戦略爆撃機を受領し、同年3月25日にセダリア空軍基地に最初のB-47Eが到着した。
1955年12月3日にセダリア空軍基地は、日本海軍による真珠湾攻撃で戦死したジョージ・A・ホワイトマン（George A. Whiteman）少尉にちなみ、ホワイトマン空軍基地と改称された。
1961年6月、アメリカ国防総省はホワイトマン空軍基地をLGM-30大陸間弾道ミサイルの国内4番目の配備基地に選定し、部隊受け入れのための大規模な改修工事が開始され、1963年2月1日に第351戦略ミサイル航空団の配備が行われて実働態勢に入った。
1987年1月5日にアイク・スケルトン下院議員が、1988年にB-2A戦略爆撃機の配備がホワイトマン空軍基地で始まることを明らかにし、基地では大規模な改修工事が行われ、1990年9月30日に第509爆撃航空団がニューハンプシャー州ピース空軍基地から移駐、1993年12月17日にB-2A戦略爆撃機の1番機が到着した。
2022年12月10日、B-2爆撃機が着陸時に火災を発生させたため、数日間滑走路が使用不能となった。
2023年5月、空軍が発表したホワイトマン空軍基地の写真に新型のGBU-57 が写っていたことが明らかにされた。GBU-57はB-2爆撃機から投下される大型貫通爆弾であり、AP通信は時期的にイランの地下施設を標的にするものだと報じた。

## 所在部隊
第8空軍隷下
- 第509爆撃航空団（英語版）[6]
  - 第509作戦群（英語版）
    - 第13爆撃飛行隊（英語版）（B-2A、T-38C）
    - 第393爆撃飛行隊（英語版）（B-2A）
    - 第509運用支援中隊

  - 第509整備群[7]
    - 第509航空機整備中隊
    - 第509整備運用小隊
    - 第509整備中隊
    - 第509弾薬中隊

  - 第509医療群[8]
  - 第509任務支援群[9]
    - 第509施設中隊
    - 第509通信中隊
    - 第509契約中隊
    - 第509福利厚生中隊
    - 第509兵站即応中隊
    - 第509警備中隊

第12空軍隷下
- 第432航空団（英語版）
  - 第25攻撃群（英語版）
    - 第20攻撃飛行隊（英語版）（MQ-9）[10]

アメリカ空軍戦闘センター隷下
- 第53航空団（英語版）
  - 第53試験評価群（英語版）
    - 第72試験評価飛行隊（英語版）（B-2A）[11]
- 第57航空団（英語版）
  - アメリカ空軍兵器学校
    - 第325武器中隊（英語版）[11]

第10空軍隷下
- 第442戦闘航空団（英語版）
  - 第442作戦群（英語版）
    - 第303戦闘飛行隊（英語版）（A-10C）[12]
    - 第442運用支援小隊

  - 第442整備群
    - 第442航空機整備中隊
    - 第442整備運用小隊
    - 第442整備中隊

  - 第442任務支援群
    - 第442施設中隊
    - 第442通信小隊
    - 第442福利厚生中隊
    - 第442兵站即応中隊
    - 第442警備中隊

  - 第442医療中隊

ミズーリ空軍州兵隷下
- 第131爆撃航空団（英語版）[6]
  - 第131作戦群（英語版）
    - 第110爆撃飛行隊（英語版）（B-2A）
    - 第131運用支援小隊

  - 第131整備群
    - 第131航空機整備中隊
    - 第131整備中隊
    - 第131整備運用支援小隊

  - 第131医療群
  - 第131任務支援群
    - 第131施設中隊
    - 第131通信小隊
    - 第131契約中隊
    - 第131福利厚生中隊
    - 第131兵站即応中隊
    - 第231施設小隊
    - 第239戦闘通信中隊

ミズーリ陸軍州兵隷下
- 第35歩兵師団（英語版）
  - 第35戦闘航空旅団（英語版）
    - 第135航空連隊（英語版）第1大隊（AH-64D）[13]

アメリカ海軍遠征戦闘コマンド隷下
- 沿岸河川部隊（英語版）
  - 第1沿岸河川グループ
    - 第11沿岸河川戦隊[14]